# Адаптивные естественные киллеры

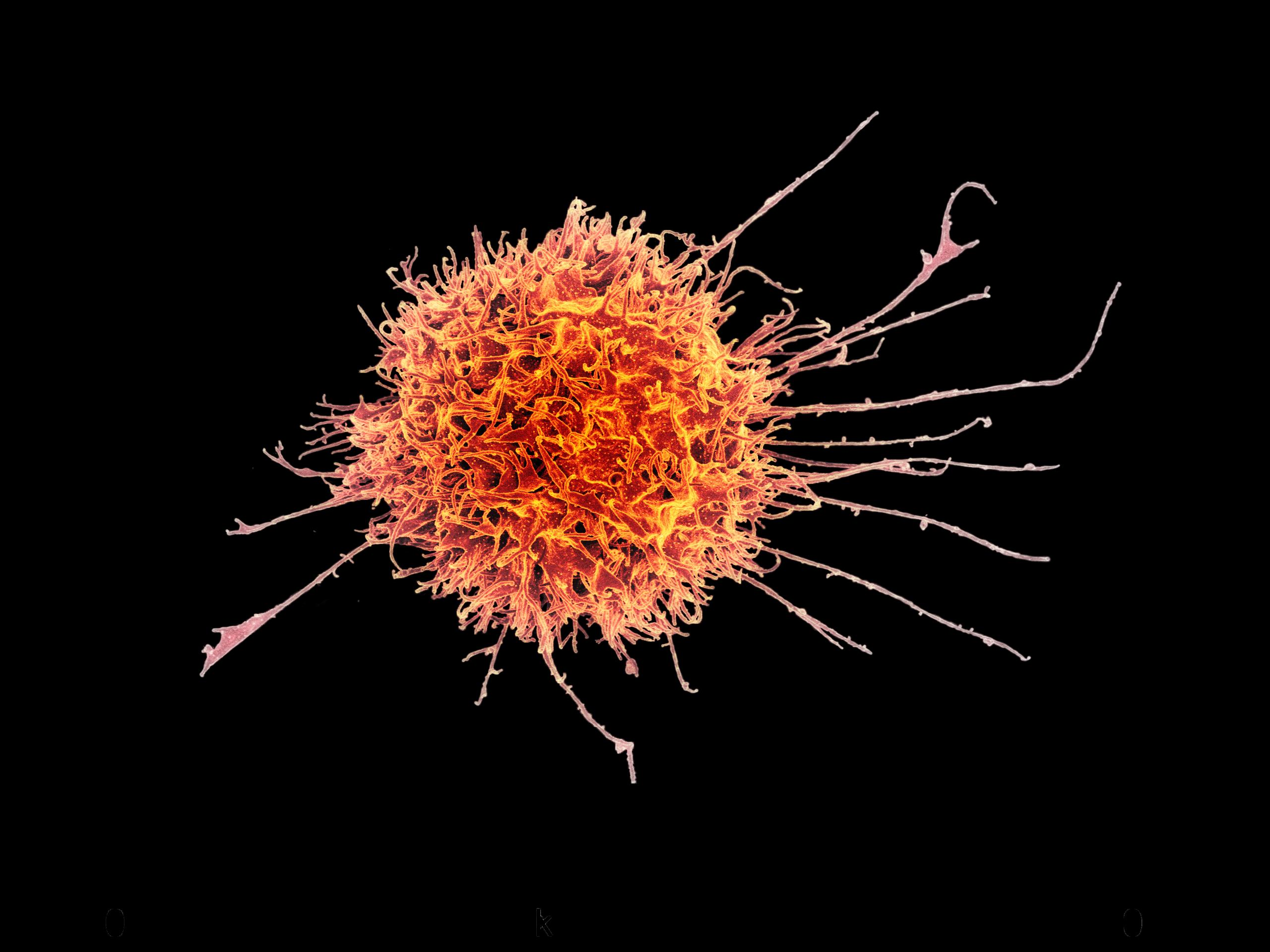
Адаптивная NK-клетка человека

Адапти́вные есте́ственные ки́ллеры, или адапти́вные NK-кле́тки — специализированная группа естественных киллеров (NK-клеток), обладающих потенциалом к формированию иммунологической памяти. От цитотоксических NK-клеток они отличаются как на эпигеномном уровне, так и на уровне профиля экспрессии поверхностных рецепторов. Своё название адаптивные NK-клетки получили за то, что по ряду свойств близки к клеткам адаптивного иммунитета. Персистентные популяции адаптивных NK-клеток были описаны при вирусных инфекциях, реакциях гиперчувствительности, а также после стимуляции провоспалительными цитокинами.

## Происхождение
У человека адаптивные естественные киллеры относятся к популяции CD56dim, которую составляют NK-клетки периферической крови. Адаптивные NK-клетки, вероятно, происходят от цитотоксических NK-клеток, экспрессирующих CD56 на пониженном уровне, поскольку цитотоксические NK-клетки из популяции CD56dim чаще экспрессируют рецепторы из группы KIR и/или рецепторы CD94/NKG2. В развитии адаптивных NK-клеток важную роль играют цитокины IL-12, IL-18 и IL-15, которые «подготавливают» NK-клетки к будущей стимуляции антигеном. Сигналы, поступающие через рецептор IL-12, совместно с экспрессией CD2 и рецепторов MHC класса I стимулируют эпигеномные и фенотипические модификации, с которыми сопряжена дифференцировка адаптивных NK-клеток.
Есть сведения, указывающие, что в печени существует популяция тканерезидентных адаптивных NK-клеток. Было показано, что при цитомегаловирусной инфекции в печени появляется небольшая популяция CD49a+NKG2C+ NK-клеток. Эти клетки отличаются по паттерну экспрессии генов от доминирующей популяции NK-клеток печени, CD49a−CD49e−, и их относят к числу адаптивных NK-клеток.

## Функции
Адаптивные NK-клетки не обладают антигенной специфичностью, однако демонстрируют динамическое увеличение численности определённых клеточных популяций и характеризуются повышенной пролиферацией. Они сохраняют долговременную персистентность (до 3 месяцев) in vivo, отличаются интенсивной продукцией интерферона γ (IFN-γ), обладают выраженными цитотоксическими свойствами при повторной стимуляции ex vivo и обладают иммунологической памятью. По сравнению с цитотоксическими NK-клетками из популяции CD56dim, адаптивные NK-клетки характеризуются пониженной экспрессией поверхностных маркёров CD7, CD161, NKp30, NKp46 и SIGLEC7, однако CD2, CD57 и CD85j они экспрессируют на таком же или даже более высоком уровне. Ни один из этих паттернов экспрессии маркёров не специфичен для адаптивных NK-клеток, однако по ним можно выделить дискретные популяции адаптивных NK-клеток. У человека адаптивные NK-клетки характеризуются гипометилированием участка промотора IFN-γ. После стимуляции через взаимодействие CD16 с лигандом адаптивные NK-клетки продуцируют большое количество IFN-γ и интенсивно пролиферируют. Цитотоксичность адаптивных NK-клеток остаётся предметом обсуждения. Было показано, что при стимуляции через CD16 или с помощью опсонизированных опухолевых антигенов адаптивные NK-клетки способны к дегрануляции на том же или более низком уровне, что и цитотоксические NK-клетки.

## Эпигенетическая регуляция
Известно, что NK-клетки «помнят» эффекты от предыдущего воздействия цитокинов. NK-клетки, предварительно активированные IL-12/15/18, передают свою повышенную способность к продукции IFN-γ дочерним клеткам при делении. Было показано, что NKG2C+ адаптивные NK-клетки, а также NK-клетки, предварительно активированные IL-12/15/18, несут следы эпигенетического импринтинга, в частности, деметилирование участка CNS1 в промоторе гена IFNG, кодирующем IFN-γ, что обеспечивает повышенную стабильность IFN-γ-продуцирующего фенотипа, который сохраняется даже после адоптивного переноса. Для выраженного деметилирования CNS1 нужны IL-12 и IL-18, а IL-15 может служить фактором выживания. Помимо гена IFNG, NKG2C+ адаптивные NK-клетки характеризуются деметилированием генов PRDM1 и ZBTB32 или гиперметилированием FCER1G. Подобие иммунологической памяти индуцируется при стимуляции NK-клеток цитокинами IL-12/15/18 или через рецептор CD16 с помощью терапевтических антител. Благодаря этому клетки сохраняют способность к интенсивной пролиферации под действием IL-2 из-за повышенной экспрессии его рецептора CD25, а также обладают повышенной чувствительностью к повторной стимуляции злокачественными клетками. Таким образом, «память» в данном случае заключается в том, что клетка сохраняет состояние повышенной активации, которое стало результатом действия цитокинов или активирующих рецепторов. Наличие у адаптивных NK-клеток свойств памяти поднимает вопрос о возможности воздействия на неё посредством вакцинации, в частности, у ВИЧ-инфицированных людей и других пациентов, у которых затруднено формирование иммунологической памяти при участии T- и B-клеток.

## Терапевтическое значение
Адаптивные естественные киллеры, обладающие свойствами памяти, могут дать начало новому направлению иммунотерапии рака, основанной на NK-клетках. Адаптивные NK-клетки могут обладать выраженными противоопухолевыми свойствами благодаря высокой цитотоксичности, повышенной способности к продукции IFN-γ и длительной персистентности в организме. Аллогенные NK-клетки могут найти применение в лечении лейкозов. В этом случае несоответствие между NK-клеточными рецепторами и их лигандами повысит аллореактивность адаптивных NK-клеток донора в отношении лейкозных клеток реципиента. Было показано, что адоптивный перенос аллореактивных адаптивных NK-клеток не только не вызывает реакцию «трансплантат против хозяина», но и подавляет её.